# Ugo Novelli
Ugo Novelli (Campi Bisenzio (Toscana), 6 de maig, 1912 - Florència (Toscana), 14 de gener, 1968), va ser un cantant (baix) italià.

## Biografia
Va començar a estudiar cant sota l'impuls del seu pare, apassionat de la música d'òpera, primer amb professors particulars i després a l'escola del Teatre Comunale de Florència.
El seu debut va tenir lloc el 1936 amb Lucia di Lammermoor amb la companyia "Carro di Tespi", i el 1937 va guanyar el Concurs Nacional del Teatre Comunale de Florència. La seva carrera va continuar fins al 1962 pels teatres italians més prestigiosos com La Scala de Milà, el Comunale de Florència, el Petruzzelli de Bari, el San Carlo de Nàpols, l'Òpera de Roma i també a l'estranger, a Espanya, Alemanya, Holanda, Gran Gran Bretanya, França, Bèlgica, Malta, Estats Units i Canadà.
El seu repertori incloïa tant melodrama clàssic italià (Lucia di Lammermoor, La bohème), El barber de Sevilla, Madame Butterfly, Aïda, La forza del destino, Il trovatore, Rigoletto, Ernani, Mefistofele d'Arrigo Boito, La fanciulla del West), (Carmen, Faust, Mefistòfeles de Charles Gounod, Guerra i pau de Prokoviev). La seva carrera també va incloure dues "primeres" absolutes: Murder in the Cathedral de Ildebrando Pizzetti i Les aventures del bon soldat Švejk de Guido Turchi, a més de participar en la temporada de televisió de Rai de 1960 amb Francesca da Rimini de Riccardo Zandonai.
La seva carrera va acabar amb un concert a Mòdena el 1962; Posteriorment, Ugo Novelli es va dedicar a ensenyar cant fins a la seva sobtada mort a Florència el 14 de gener de 1968.